# Adamari López
Adamari López Torres (18 tháng 5 năm 1972) là người mẫu kiêm người dẫn chương trình người Puerto Rico, được biết đến thông qua những vai diễn trong các vở Kịch xà phòng tại Mexico và Puerto Rico. Cô hiện đang là MC truyền hình cho chương trình buổi sáng Hoy Día của đài Telemundo.